# Cantone di Saint-Marcellin
Il Cantone di Saint-Marcellin era una divisione amministrativa dell'arrondissement di Grenoble.
A seguito della riforma approvata con decreto del 18 febbraio 2014, che ha avuto attuazione dopo le elezioni dipartimentali del 2015, è stato soppresso.

## Composizione
Comprendeva i comuni di:
- Beaulieu
- Bessins
- Chatte
- Chevrières
- Dionay
- Montagne
- Murinais
- Saint-Antoine-l'Abbaye
- Saint-Appolinard
- Saint-Bonnet-de-Chavagne
- Saint-Hilaire-du-Rosier
- Saint-Lattier
- Saint-Marcellin
- Saint-Sauveur
- Saint-Vérand
- La Sône
- Têche